# Zakon św. Jakuba z Altopascio

Symbol Rycerzy Tau

Zakon św. Jakuba z Altopascio – zakon rycerski założony między 1070 a 1080 rokiem przez hrabinę Matyldę z Canossy w Altopascio koło Lukka we włoskiej prowincji – Toskanii. Nazywany był popularnie Zakonem Rycerzy Tau od symbolu-krzyża, w kształcie greckiej litery tau (τ), noszonego na stroju zakonnym.
Początkowo był zakonem szpitalników opartym na regule augustiańskiej. Jego celem było zapewnienie opieki pielgrzymom zdążającym do Rzymu, Ziemi Świętej i Composteli. Z tego powodu w późniejszym okresie, jeszcze przed pierwszą krucjatą, rozwinęła się gałąź rycerska zakonu, zatwierdzona dopiero w 1239 r. przez papieża, co wiązało się również z nadaniem zakonowi nowej reguły joannitów.
W XII i XIII wieku rozprzestrzenił się w większej części Europy. Rozwiązany został w 1459 r., a jego majątek przekazany został Zakonowi Najświętszej Maryi Panny z Betlejem. Pomimo bulli papieskiej rozwiązującej zakon, funkcjonował on jeszcze w XVI i XVII wieku we Włoszech i Francji. We Włoszech został ostatecznie rozwiązany w 1587 roku, a jego majątek przekazano Zakonowi św. Stefana. Gałąź francuska zakonu została rozwiązana w 1672 roku, a jej dobra papież przekazał lazarytom.
Strój zakonny stanowił czarny lub ciemnoszary habit z białym krzyżem „tau” na piersi oraz z kapturem prawdopodobnie czerwonego koloru, również ozdobionym tym samym symbolem.